# Embalse de Goronyo

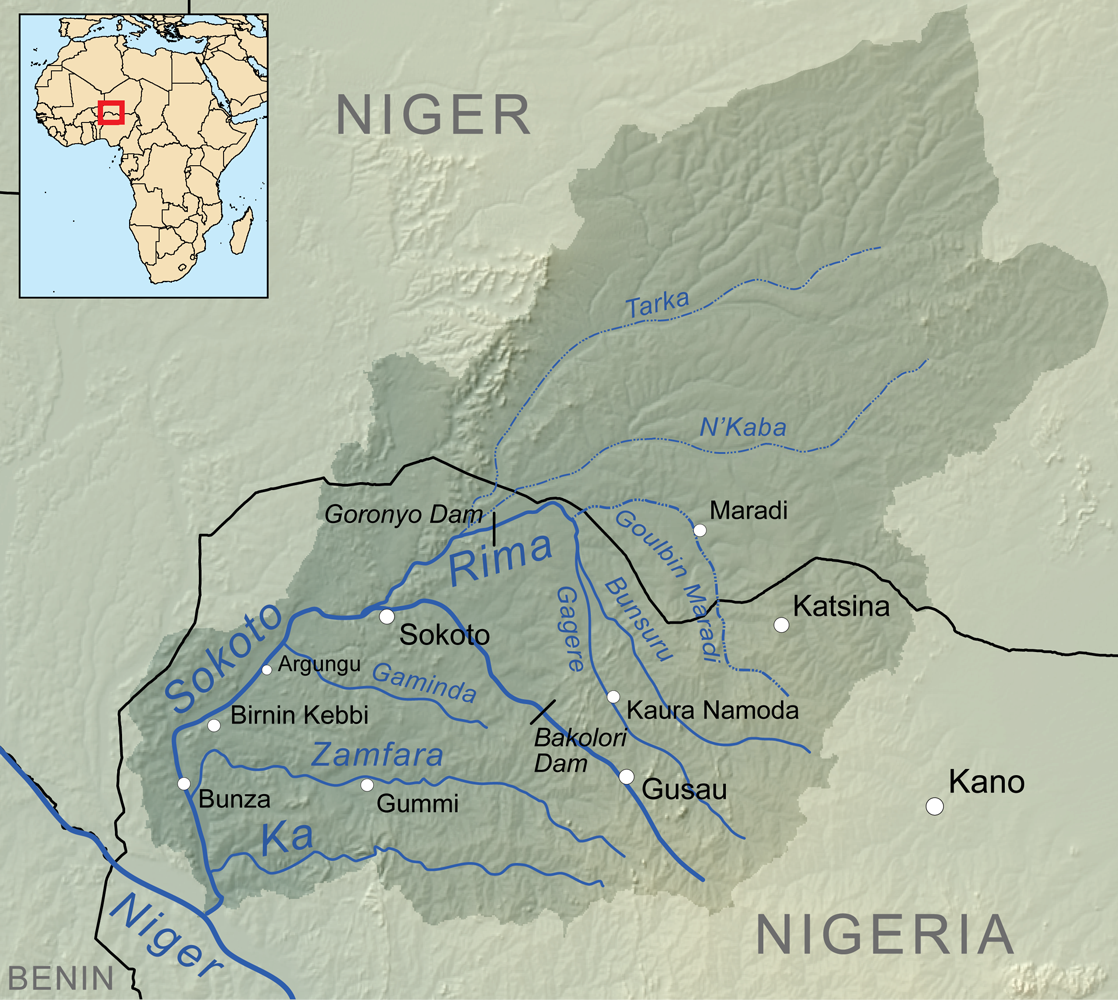
Cuenca del río Sokoto que muestra la ubicación de la presa en el río Rima

El embalse de Goronyo se encuentra en el río Rima, en el estado de Sokoto, junto a la localidad de Keta y a unos 90 km al este de Goronyo, en el norte de Nigeria. Se terminó de construir en 1984 y se puso en servicio en 1992. Se encuentra bajo la jurisdicción de la Sokoto Rima River Basin Authority (SRRBDA) y fue construida y completada por la Mssrs Impresit Bakalori Nigeria Limited. Es una pieza clave del proyecto de regadío del valle del Rima (MRVIP) y de Fadama. Además de controlar las inundaciones en época de lluvias se espera que provea 425 millones de m3 de agua para doblar la superficie cultivada de arroz en el área de 40.000 a 80.000 ha, así como proporcionar 80 millones de m3 anuales a Sokoto, Argungu y Birnin-Kebbi.

## Características
La presa es una estructura de relleno de arena con una altura de 21 m y una longitud total de 12,5 km dividida en tres partes, además de otros 12 km de represa natural que suman 24,7 km. Tiene cinco compuertas, dos para control de las inundaciones, dos para el regadío en época seca y una para extraer los sedimentos. Tiene una capacidad de almacenamiento de 976 millones de metros cúbicos y forma el segundo mayor lago de Nigeria, con 200 km2. Su principal función es controlar las inundaciones y proporcionar agua durante la estación seca para el proyecto Zauro de regadíos del río Rima en el estado de Kebbi, así como del desarrollo del territorio entre Goronyo y Argungu, cubriendo una superficie de 17.000 ha.
Los ríos Gagare, Bunsuru y Maradi son los principales tributarios del embalse. Durante la construcción se vieron afectados 31 pueblos con unos 20.000 habitantes en total.
En agosto de 2009, el gobernador Aliyu Magatakarda Wamakko instó al Gobierno Federal a acelerar la finalización del proyecto de regadíos. El líder de la minoría de la Asamblea Legislativa del estado de Sokoto, Alhaji Bello Goronyo, dijo que se necesitaban 4.000 millones de nairas (2,25 millones de euros) para completar la canalización, pero que en el presupuesto de 2009 sólo se habían previsto unos 600 millones de nairas (336 millones de euros).

## Incidencias
A finales de agosto de 2010, las tormentas provocaron que el embalse se llenara hasta niveles peligrosos. En un intento por reducir el riesgo de derrumbe, las compuertas se abrieron el 1 de septiembre de 2010, lo que provocó una gran inundación en el pueblo de Kagara, río abajo. El 8 de septiembre, el aliviadero de la presa falló por completo, lo que provocó una inundación mucho más generalizada. La tormenta que causó las inundaciones puede ser parte de un patrón de cambio climático, con temperaturas en aumento y lluvias más intensas en la temporada de lluvias.
En noviembre de 2024, un comité técnico interministerial de evaluación de presas, en respuesta a las inundaciones en el estado de Borno debido al colapso de la presa de Alau el 10 de septiembre de ese año, certificó que la presa estaba en buenas condiciones.